# Ruska socijaldemokratska radnička partija
Ruska socijaldemokratska radnička partija (RSDRP; rus. Российская социал-демократическая рабочая партия (РСДРП)) bila je istorijska prethodnica Komunističke partije Sovjetskog Saveza.
RSDRP je bila tipična stranka svog vremena, nastala na idejama Karla Marksa, još uvek u traženju najboljih metoda za ostvarivanje svog cilja — socijalizma.
Ona se držala stava da bi Rusija mogla doći do socijalizma jedino razvojem buržoaskog društva i industrijskog proletarijata, oštro se suprotstavljajući tada raširenim populističkim idejama da bi Rusija mogla preskočiti kapitalizam, oslanjajući se na seljaštvo, jer je većina Rusa tad živela u seljačkim komunama zvanima mir.

## Istorija
Osnivački kongres partije održan je u ilegali u Minsku 1898. Osnivači su bili Boris Ejdelman i Natan Vigdorčik u ime kijevske grupe okupljene oko časopisa Radničke novine (rus. Рабочая газета): Pavel Tučapski, predstavnik kijevske grupe Radnički savez; Stepan Radčenko, predstavnik petrogradske grupe Borbeni savez, Viktor Vanovski u ime moskovskog Radničkog saveza, Kazimir Petrusevič u ime radnika Ekaterinoslava, te Aron Kremer, Abram Mutnik i Šmuel Kac. Većina osnivača je vrlo brzo pohapšena, pa je Drugi kongres partije iz sigurnosnih razloga održan u Briselu (jul) i Londonuu (avgust) 1903.
Na tom kongresu na kojem se okupilo 57 delegata, došlo je do raskola partije na dve frakcije: menjševike i boljševike. Oni su se razišli oko koncepcije rukovođenja partijom, ali i oko profila partije i članstva. Načelno su obe frakcije bile za rušenje kapitalizma i svrgavanje carskog režima, ali menjševici — predvođeni Julijem Martovom — preferirali su masovnu, labavo organizovanu demokratsku partiju, čiji bi se članovi mogli u mnogim pitanjima i razilaziti, ali se ipak slagati oko bitnog. Ovo je delom nalik na zapadnoevropske socijaldemokratske partije. Oni su bili spremni sarađivati s ruskim liberalima, a imali su skrupula o upotrebi revolucionarnog terora (zato su ih zvali meki). S druge strane, boljševici predvođeni Lenjinom, bili su radikalniji i borbeniji; oni su hteli da se partija oblikuje kao avangarda radničke klase, iz malog rukovodećeg nukleusa, od ljudi koji za partiju žive i rade 24 sata, disciplinovanih profesionalnih revolucionara koji bespogovorno provode partijske naloge i ne prezaju ni od čeg što bi ih dovelo do cilja (zato su ih zvali tvrdi).
Lenjin je shvatao da se u vremenu revolucionarnih previranja nema puno vremena za demokratiju, a nije imao ni poverenja u mase. Jedan od razloga njegovog preferiranja malog partijskog aparata bili su i sigurnosni razlozi. Tajnoj policiji bilo je puno teže ubaciti svoje ljude u uski krug proverenih članova, nego u masovna tela kakva su uobičajeno imale partije tog vremena. To se kasnije pokazalo potpuno tačnim, jer je jedan član organizacionog odbora kongresa bio agent ruske tajne policije.
Georgij Plehanov jedan od utemeljitelja ruskog marksizma zauzeo je neutralnu srednju poziciju, pa je ta partijska linija ostala dominantna do samog kraja rada te partije.
Članovi Socijaldemokratske radničke partije imali su presudne uloge u neuspeloj Revoluciji iz 1905, naročito u radu petrogradskog sovjeta u kom je njihov član Lav Trocki bio predsednik.
Do definitivnog razlaza između menjševika i boljševika došlo je tokom turbulentnih vremena Februarske revolucije (1917). Menjševici su osnovali vlastitu partiju u avgustu — Rusku socijaldemokratsku radničku partiju (menjševika), a boljševici svoju Rusku socijaldemokratsku radničku partiju (boljševika).
Boljševici su istisnuli svoje rivale menjševike sa ruske političke scene, nakon građanskog rata, posle kog su brojni menjševici otišli u egzil.

## Spoljašnje veze
- (jezik: engleski)
- (jezik: engleski)